# Samuel Samuelsson
Samuel Samuelsson, född 10 oktober 1770 i Bützow, Tyskland, död 9 december 1841 i Stockholm, var en svensk grosshandlare och pitscherstickare.
Han var son till Moses Bützow och gift före 1805 med Rachel Moses (Perlberg) och far till konstnären Mauritz Samuelson. Han kom till Sverige 1785 och vistades först hos Moses Isaac och blev senare lärgosse hos dennes broder Aaron Isaac. Han fick 1798 ett pass utfärdat för idkande av nipperhandel och pitscherstickning i Åbo. Han flyttade sin verksamhet till Björneborg i Finland 1801. Han återvände senare till Stockholm och arbetade som handelsbiträde och bokhållare hos Isaac Michaelsson tills han 1827 fick skyddsbrev som grosshandlare i Stockholm.